# 后坪镇 (张家界市)
后坪镇，是中华人民共和国湖南省张家界市永定区下辖的一个乡镇级行政单位。

## 行政区划
后坪镇下辖以下地区：
边岩社区、后坪社区、二家河社区、武溪村、陈家河村、鸡公垭村、前坪村、川岩坪村、中山村、袁家村、连五间村、荷花村、侯家湾村、新木岗村、胡家岗村、广岩咀村和八家河村。